# コスペディアウィッグ
コスペディアウィッグはコスプレ用ウィッグの専門店として、アニメやゲームのキャラクター向けウィッグを販売しているウェブショップ。
通常のコスプレウィッグに加え、美容師がセットをしたウィッグなどの取り扱いがある。

## 概要
運営会社は株式会社じゃねっと。ウィッグ製品の制作に関しても40年以上の歴史を持つ老舗企業。もともと舞台やTVCMなどで使用するウィッグを制作しており、オーダーメイドのウィッグ制作も行っている。親会社は増毛製品やウィッグ・ヘアケア製品を製造販売している株式会社スヴェンソン。